# Maurice Duault
Pour les articles homonymes, voir Duault (homonymie) et Saint Maurice.
Maurice Duault ou Maurice de Carnoët, né vers 1113 ou 1115 au village de Kerbarth en Croixanvec, est abbé de l'abbaye de Langonnet puis fondateur de l'abbaye Notre-Dame de Carnoët.

## Biographie

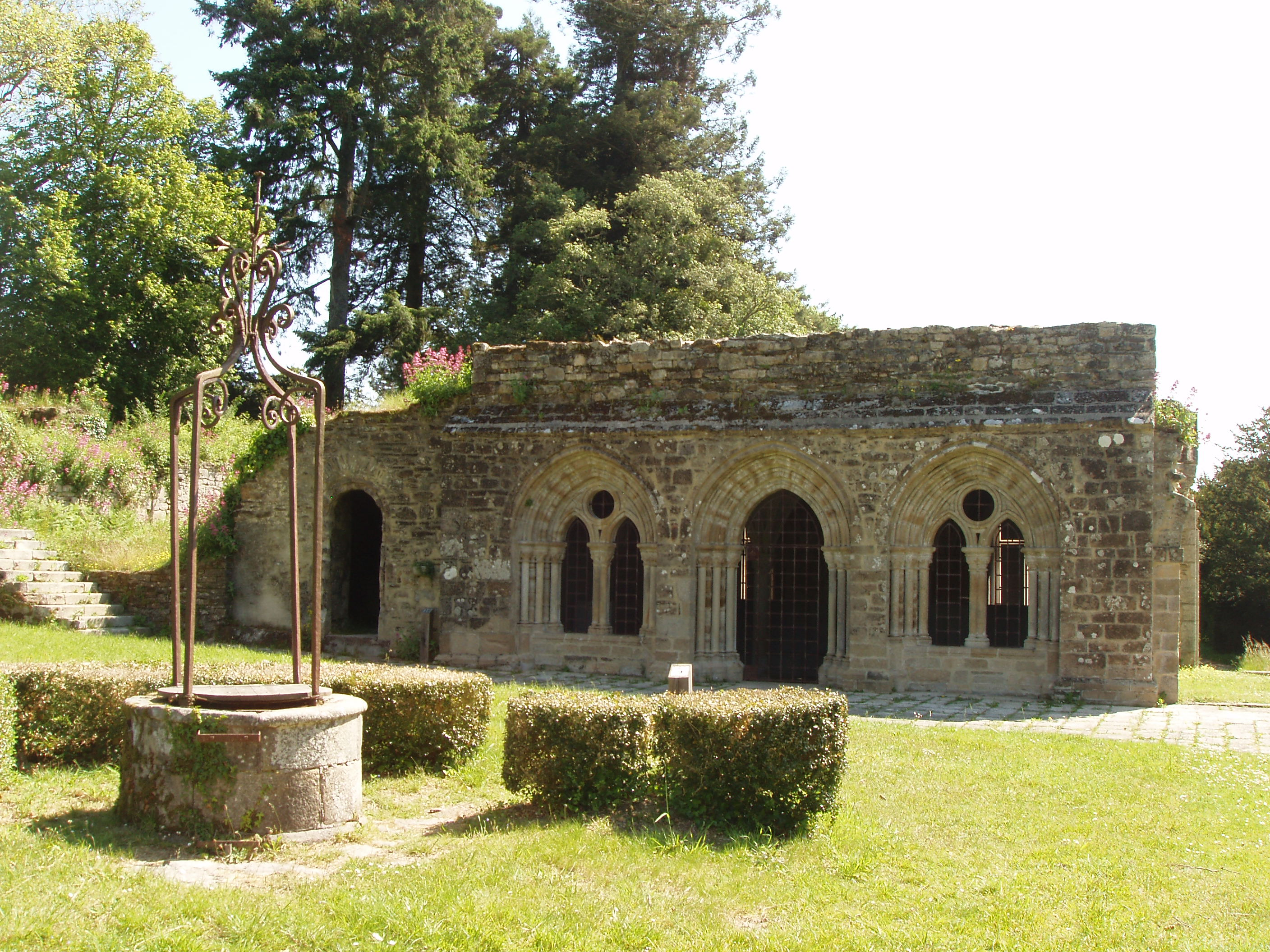
Abbaye Saint-Maurice de Carnoët de Clohars-Carnoët : les restes de la salle capitulaire (XIIIe siècle)

Fils de tenanciers installés à Croixanvec puis près de Loudéac. Son enfance a été marquée entre autres par un prodige connu sous le nom de « Miracle des oiseaux » si l'on en croit ce récit semi-légendaire :

« L'enfant fut chargé par ses parents de garder et de défendre contre les corbeaux un champ nouvellement ensemencé ; dès que ces oiseaux voraces eurent fait leur apparition, il leur ordonna de le suivre, à quoi ils obéirent ; il les conduisit dans une grange, les y enferma et put les étudier tout le jour sans avoir à s'occuper d'eux. Il y a quarante ou cinquante ans, on montrait encore à Loudéac la maison où le saint allait à l'école, et dans les débris de la peinture encore visibles sur les murs de la chapelle de Saint-Maurice, en cette même ville, on peut suivre le petit thaumaturge se faisant obéir des corbeaux. »

Maurice Duault étudia à Pontivy puis à l’université de Paris et serait devenu un temps écolâtre. Mais, à peine prêtre, âgé de 23 ans, il choisit de devenir moine cistercien à la jeune abbaye de Langonnet où il fait son noviciat en 1140. À la mort de l’abbé, Maurice lui succède entre 1144 et 1147 (la date est incertaine) et reste abbé de Langonnet jusqu'en 1174 ou 1175, date où Hervé de Cabocel lui succède. 
En 1170 le duc Conan IV donna aux moines cisterciens de l'abbaye de Langonnet plusieurs villages situés à proximité de la forêt de Carnoët dans le diocèse de Cornouaille pour y établir une communauté. En 1177, Maurice prend la tête d’un groupe de douze compagnons pour y fonder l’abbaye de Clohars-Carnoët consacrée initialement à Notre-Dame. Il y meurt le 29 septembre 1191. Par la suite, l’abbaye prit son nom.
La légende lui attribue de nombreux miracles (dont le "fléau des rats" et le "fléau des loups"), et plusieurs autres, comme le pouvoir de changer l'eau en vin, ce qui en fait un saint aux yeux du peuple (saint Maurice) mais ce n'est cependant pas un saint reconnu par l'Église catholique. Seule la vox populi l'a canonisé. Une enquête préalable à sa canonisation fut effectuée à la demande du pape Honorius III, mais la procédure n'aboutit pas en raison d'un vice de forme et il semble que la sentence de canonisation ne fut jamais rendue. Sa fête a lieu le 5 octobre.
De nombreux autres miracles lui furent attribués après sa mort ; des malades guéris, des personnes possédées du démon délivrées du démon, etc., guérissant particulièrement les enfants, les malades, les épileptiques (Albert Le Grand énumère 16 d'entre eux dans sa "Vie des Saints").

## Culte enBretagne
Saint Maurice de Carnoët est le second patron de Loudéac où une statue en marbre blanc de Carrare le représente dans l'église paroissiale Saint-Nicolas. Il est aussi honoré à Noyal-Pontivy.

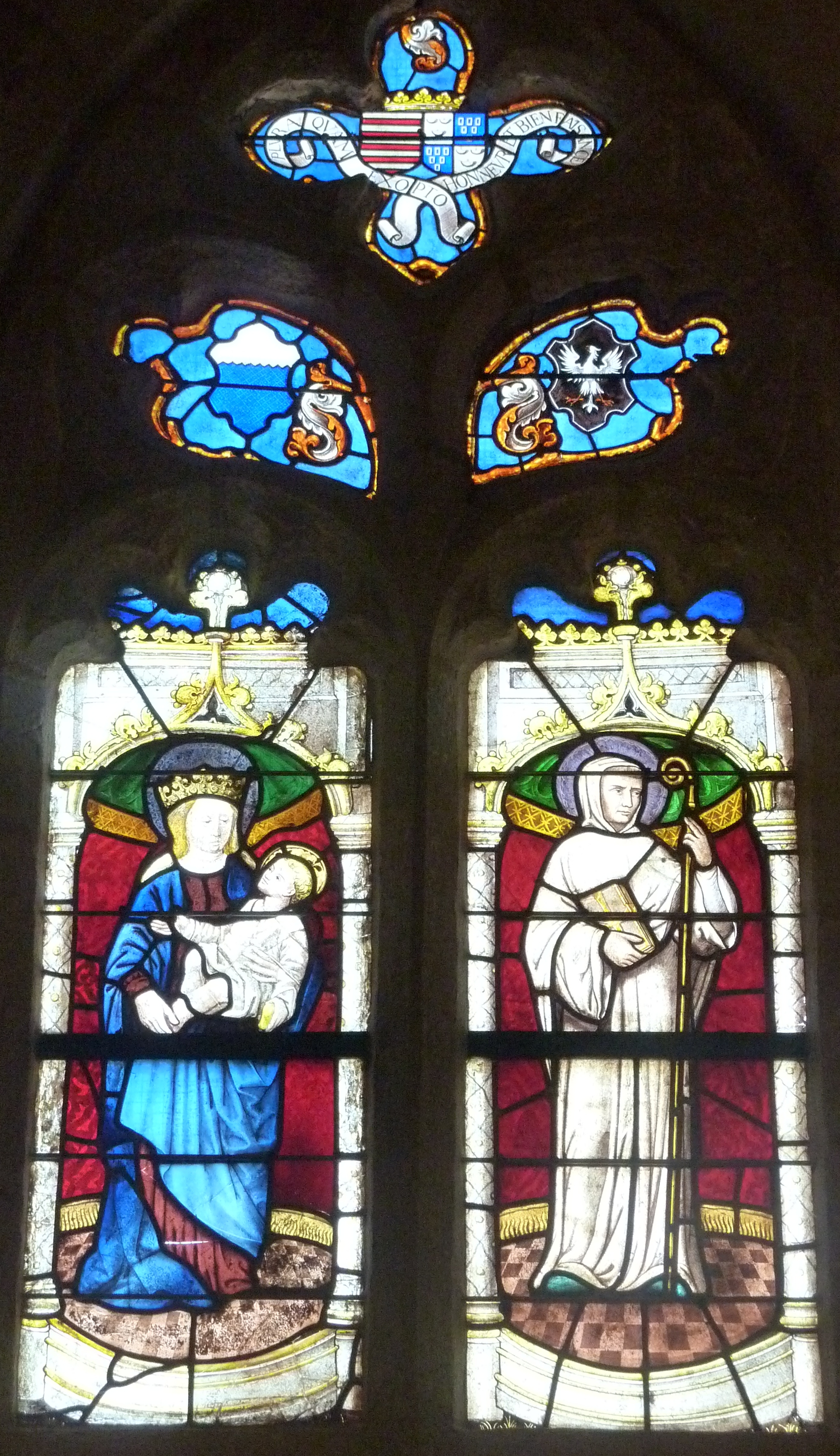
Vitrail de l'église Saint-Hilaire à Clohars-Fouesnant représentant saint Maurice de Carnoët.

Plusieurs chapelles lui furent dédiées :
- une qui existe encore à Kernével[7].
- une à Inguiniel[8].
- une à Saint-Guyomard[9].
- une à Locronan, qui a disparu après la Révolution française, mais la statue de saint Maurice se trouve dans l'église paroissiale[10] et une rue de Locronan porte son nom[11], ainsi que l'école privée catholique de cette commune.
- une à Loudéac, datée de 1778-1779 contient quatre vitraux de 1564 qui représentant la Vie de saint Maurice d'Agaune (légionnaire romain, mort martyrisé en 286) et la Vie de saint Maurice Duault.
- une à Plonéis[12].

Une bannière de procession de l'église Notre-Dame de Clohars-Carnoët le représente en robe blanche typique des moines cisterciens. De même pour un vitrail de l'église paroissiale Saint-Hilaire à Clohars-Fouesnant.
Le reliquaire dit "châsse de Saint-Maurice", daté de la fin du XVIIe siècle ou du début du XVIIIe siècle, et provenant de l'ancienne église abbatiale de Saint-Maurice de Carnoët et qui se trouva ensuite dans la chapelle domestique du château de Carnoët détruite par la suite, se trouve désormais dans la chapelle des fonts baptismaux dans l'église Notre-Dame de Clohars-Carnoët. Le 7 août 1880, une des reliques du saint, placée dans une chasse, fut transportée en grande pompe de Clohars-Carnoët jusqu'à l'abbaye de Langonnet où les moines souhaitaient en obtenir, la procession traversant la forêt de Carnoët, passant par l'église Sainte-Croix de Quimperlé, Tréméven, Querrien, Lanvénégen, Le Faouët, suivie par de nombreux pèlerins faisant preuve d'une intense dévotion.
Le pardon de Saint-Maurice est célébré chaque dernier dimanche de juillet à l'abbaye Notre-Dame de Langonnet.